# مطبخ مدينة نيويورك
يضم مطبخ مدينة نيويورك العديد من المأكولات التي تنتمي إلى مجموعات عرقية مختلفة دخلت الولايات المتحدة عبر المدينة. وتتمتع جميع المأكولات العرقية تقريبًا بتمثيل جيد في نيويورك، سواء داخل الأحياء العرقية المختلفة أو خارجها.
بدأ أسبوع المطاعم في مدينة نيويورك في عام 1992 وانتشر في جميع أنحاء العالم بسبب الأسعار المخفضة التي توفرها مثل هذه الصفقة. يوجد في نيويورك أكثر من 12000 متجر بقالة ومحلات أطعمة جاهزة، والعديد منها مفتوح 24 ساعة في اليوم، 7 أيام في الأسبوع.

## الطعام المرتبط بمدينة نيويورك

### الأطعمة المرتبطة بنيويورك أو المشهورة فيها

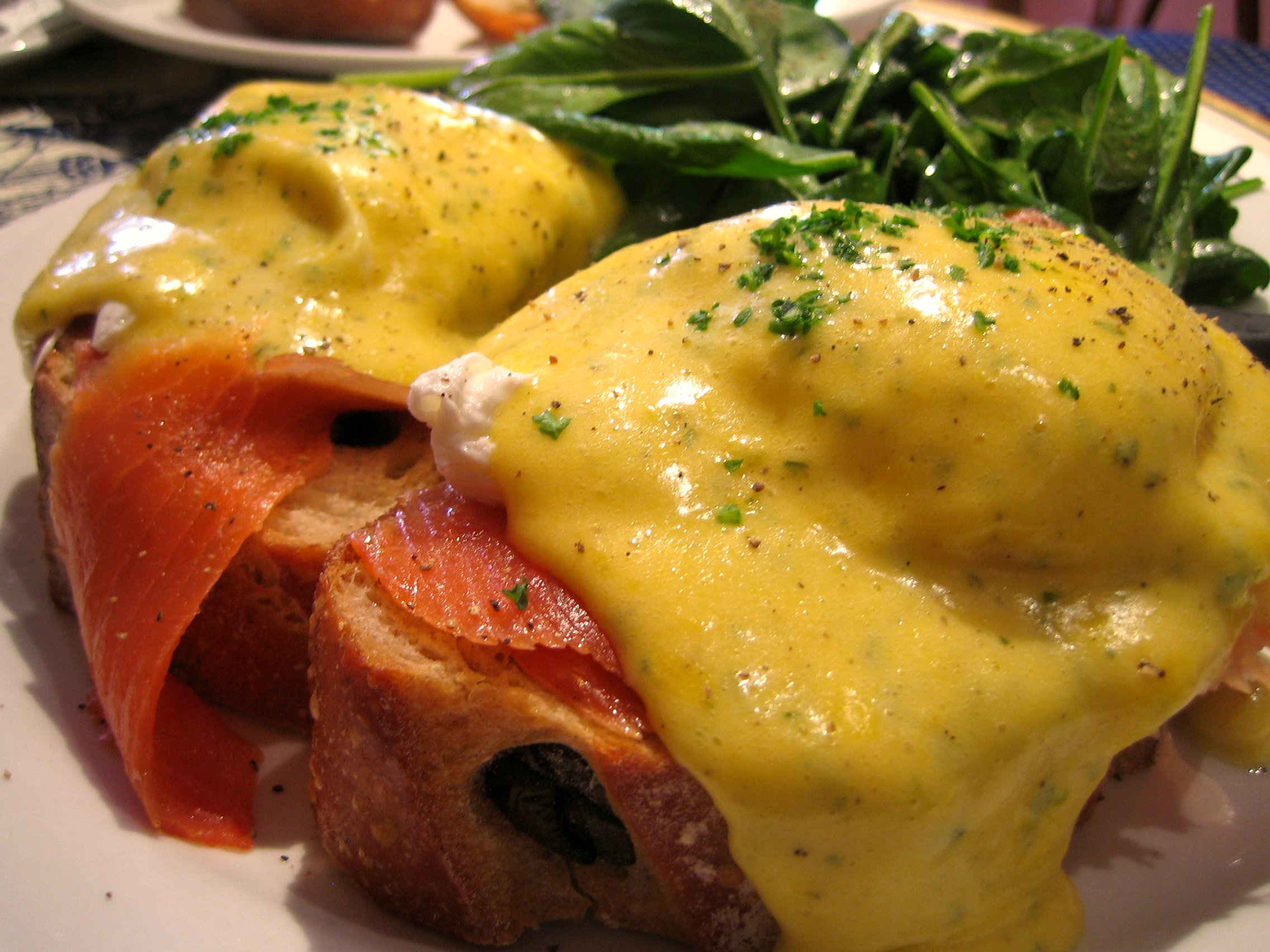
نوع مختلف من بيض بنديكت مصنوع من سمك السلمون المدخن

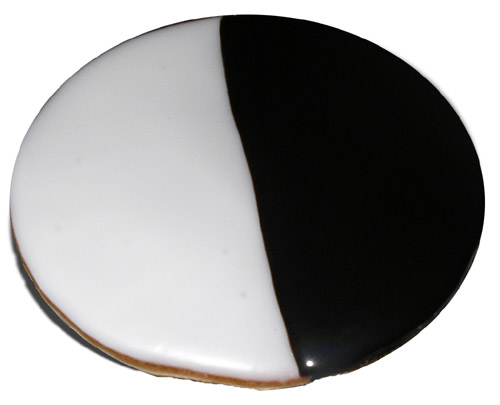
كوكيز بالأبيض والأسود

- النقانق الساخنة- تقدم مع مخلل الملفوف، أو المخلل الحلو، أو صلصة البصل، أو الخردل.[1]
- حساء المحار مانهاتن
- كعكة الجبن على طريقة نيويورك
- بيتزا نيويورك
- بيغل على طريقة نيويورك
- باسترامي على طريقة نيويورك
- لحم محفوظ
- عقدية
- كنيش
- بيض بندكت
- جبن مفروم
- نيوبرغ جراد البحر
- سلطة والدورف
- دونات
- شريحة لحم ديلمونيكو
- كوكيز أبيض وأسود
- ساندويتش لحم مقدد وبيض وجبن

#### المطبخ اليهودي الأشكناز

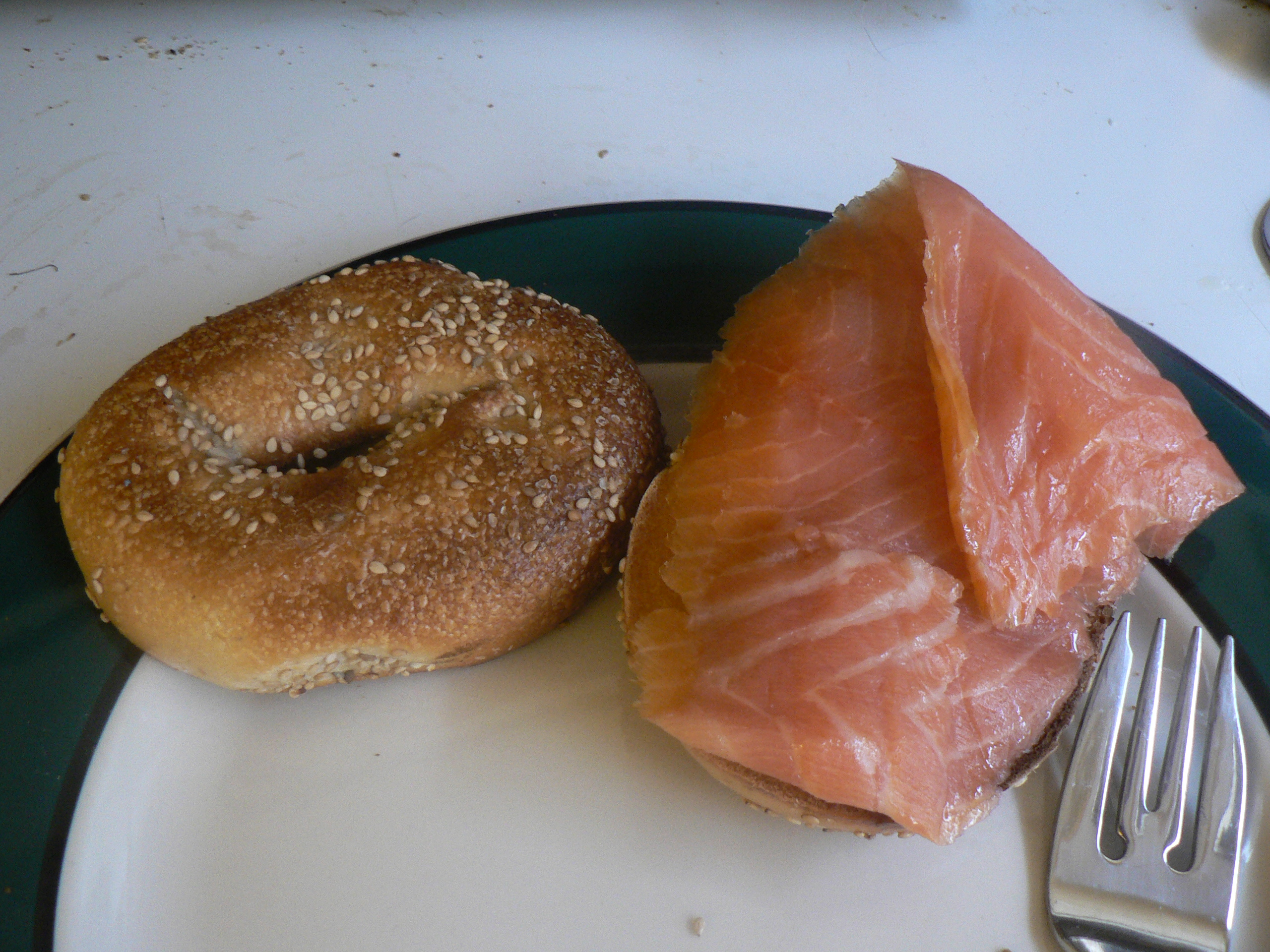
خبز البيجل والسلمون المدخن

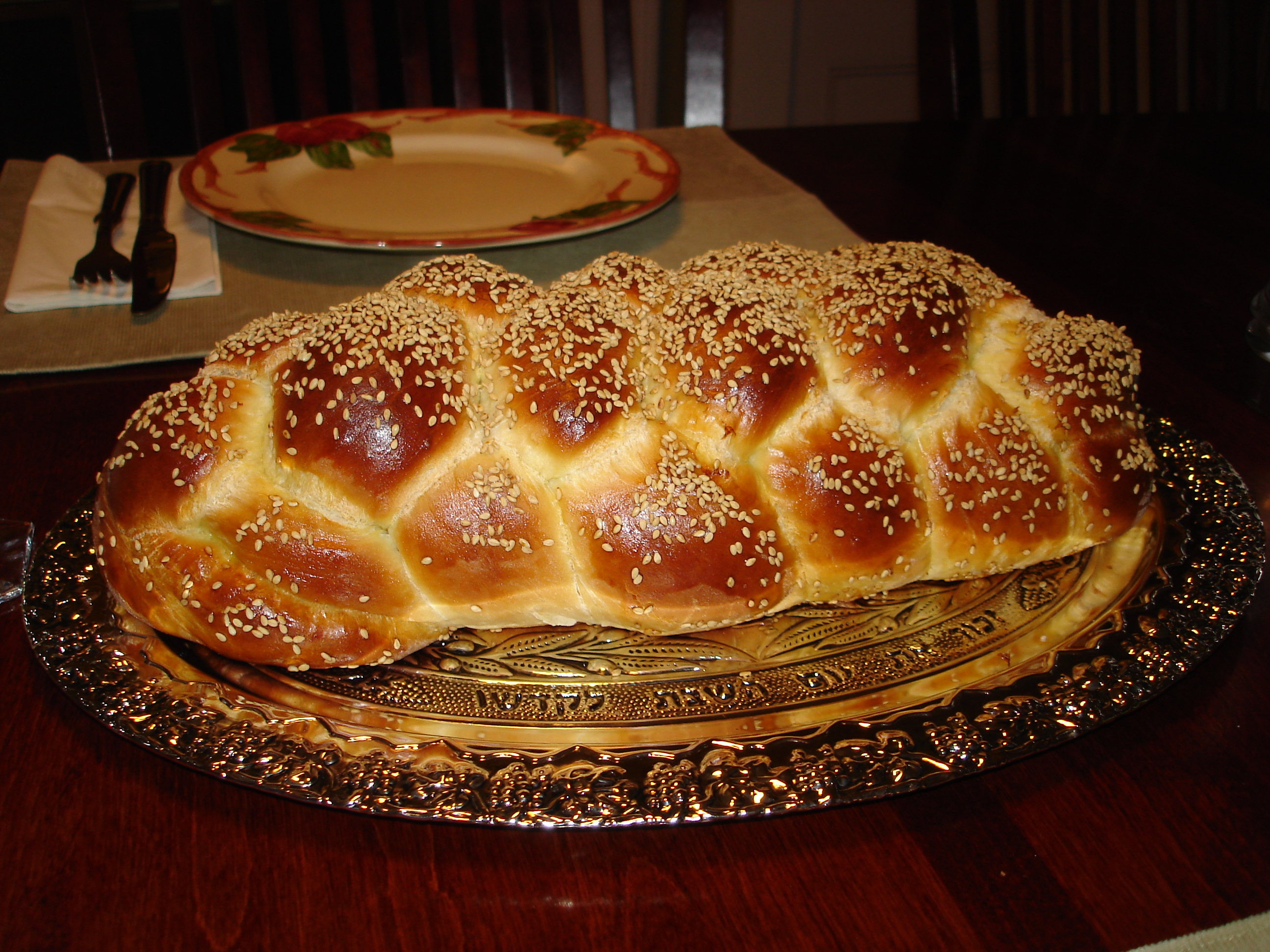
تشالا

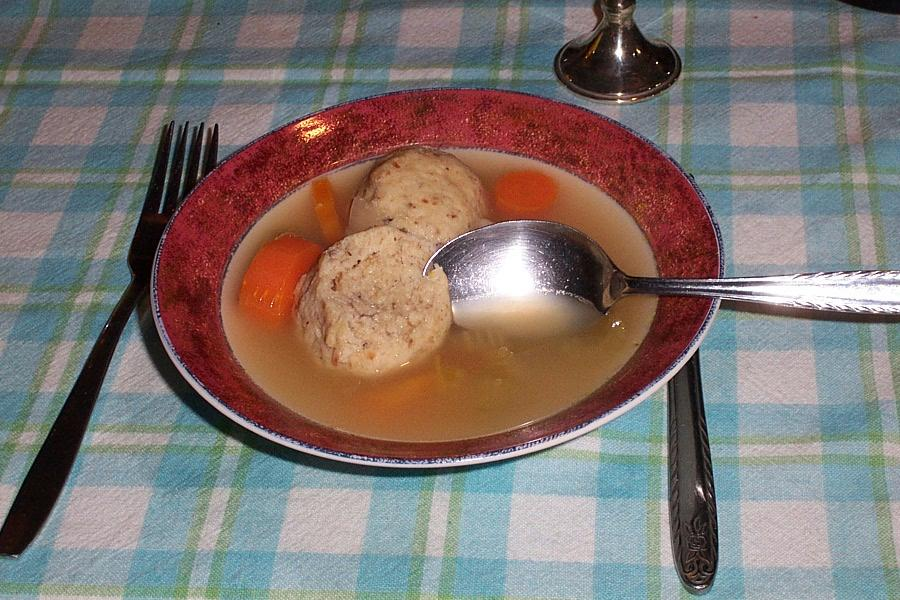
حساء كرات الماتزو

جزء كبير من المطبخ المرتبط عادة بمدينة نيويورك ينبع جزئيًا من مجتمعها الكبير من اليهود الأشكناز وأحفادهم.
كان مطعم الأطعمة الشهية، المعروف عالميًا باسم "ديلي"، مؤسسةً تابعةً في الأصل ليهود المدينة. وقد اكتسبت الكثير من الأطعمة اليهودية في نيويورك، التي تعتمد في الغالب على المطبخ اليهودي الأشكناز، شعبيةً عالمية، وخاصةً خبز البيغل. (يشتهر المجتمع اليهودي في مدينة نيويورك أيضًا بحبه للطعام الصيني، ويعتبره العديد من أفراد هذا المجتمع مطبخهم العرقي الثاني.)
- بيغل وجبنة كريمية
- بيالي (معجنات)
- بلينتز
- صدر (لحم بقر)
- صودا الكرفس
- حلة (خبز)
- لحم مُحفوظ
- جبنة قشدية
- كريمة البيض
- سمك الجيفليت
- كشكة (طعام يهودي)
- كنش
- حساء لوكشين
- مصة
- حساء كرات ماتزو
- خبز بيغل على طريقة نيويورك
- باسترامي على طريقة نيويورك
- كوجل بطاطس
- فطيرة بطاطس
- خيار مخلل
- لسان البقر
- سمك المياه العذبة الأبيض

#### المطبخ الإيطالي الأمريكي
ينبع جزء كبير من المطبخ النيويوركي من جاليتها الكبيرة من الأمريكيين الإيطاليين وأحفادهم. وقد اكتسبت الكثير من المأكولات الإيطالية في نيويورك شعبية عالمية، وخاصةً البيتزا على الطريقة النيويوركية.
- أرانشيني
- كالزون
- كانولي
- كابتشينو
- دجاج بارميجيانا
- إسبريسو
- كاليماري مقلي
- خبز إيطالي
- البطل الإيطالي
- آيس كريم إيطالي / غرانيتا
- آيس كريم إيطالي على طريقة نيويورك
- بيتزا نيويورك
- Pani câ meusa
- معكرونة بريمافيرا
- بيني ألا فودكا
- كوكيز قوس قزح
- نقانق وفلفل
- سفوجلياتيلا
- خبز صقلي
- بيتزا صقلية
- سباغيتي وكرات اللحم

#### المطبخ الصيني اللاتيني
يرتبط المطبخ الصيني اللاتيني في نيويورك في المقام الأول بهجرة الكوبيين الصينيين بعد الثورة الكوبية. تشمل الأطباق الصينية اللاتينية ما يلي:
- دجاج وبروكلي
- تشيشارونيس دي بولو الكوبية[4]
- حساء البيض
- شريحة لحم الخنزير المقلية
- أرز مقلي
- لومبيانغ شنغهاي
- حساء ذيل الثور
- دجاج بالسمسم
- أرز أبيض مع الفاصوليا السوداء والشوهاسكو

### الأطباق التي اخترعت أو ادعى اختراعها في نيويورك
- خبز ألاسكا[5]
- لحم بقري نيجيماكي
- سلطة الشيف
- دجاج على الطريقة الملكية  [لغات أخرى]‏[6]
- ديوان دجاج
- كرونوت[7]
- شريحة لحم ديلمونيكو  [لغات أخرى]‏[8]
- كريمة البيض[9]
- بيض بندكت
- دجاج الجنرال تسو
- كوز مثلجات
- جراد البحر نيوبورج
- مالومرز[10]
- مانهاتن

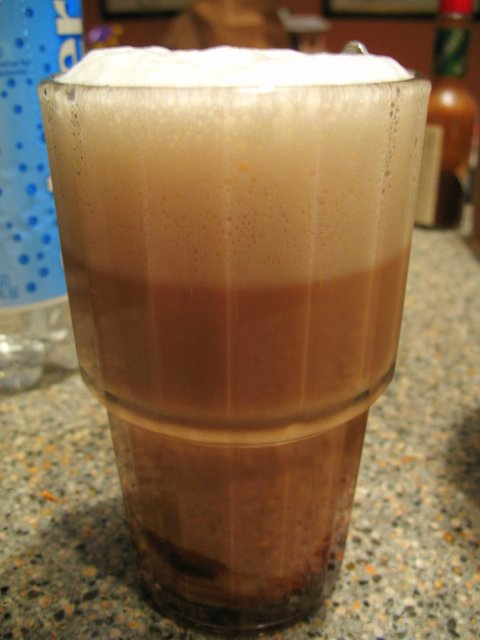
كريمة البيض

- مانهاتن سبيشل - نوع من مشروب الإسبريسو الغازي.
- باستا الربيع
- بيني ألا فودكا
- شطيرة روبن
- نقانق وفلفل  [لغات أخرى]‏
- سباغيتي وكرات اللحم  [لغات أخرى]‏
- فيشيسواز[11]
- سلطة والدورف  [لغات أخرى]‏[12]

## طعام الشارع
- آريبا
- كالزون
- الكباب الصيني (تشوانر)
- تشيرو
- كورندوغ
- كوتشيفريتوس
- دامبلنغ
- فلافل
- دجاج مقلي
- المعكرونة المقلية  [لغات أخرى]‏

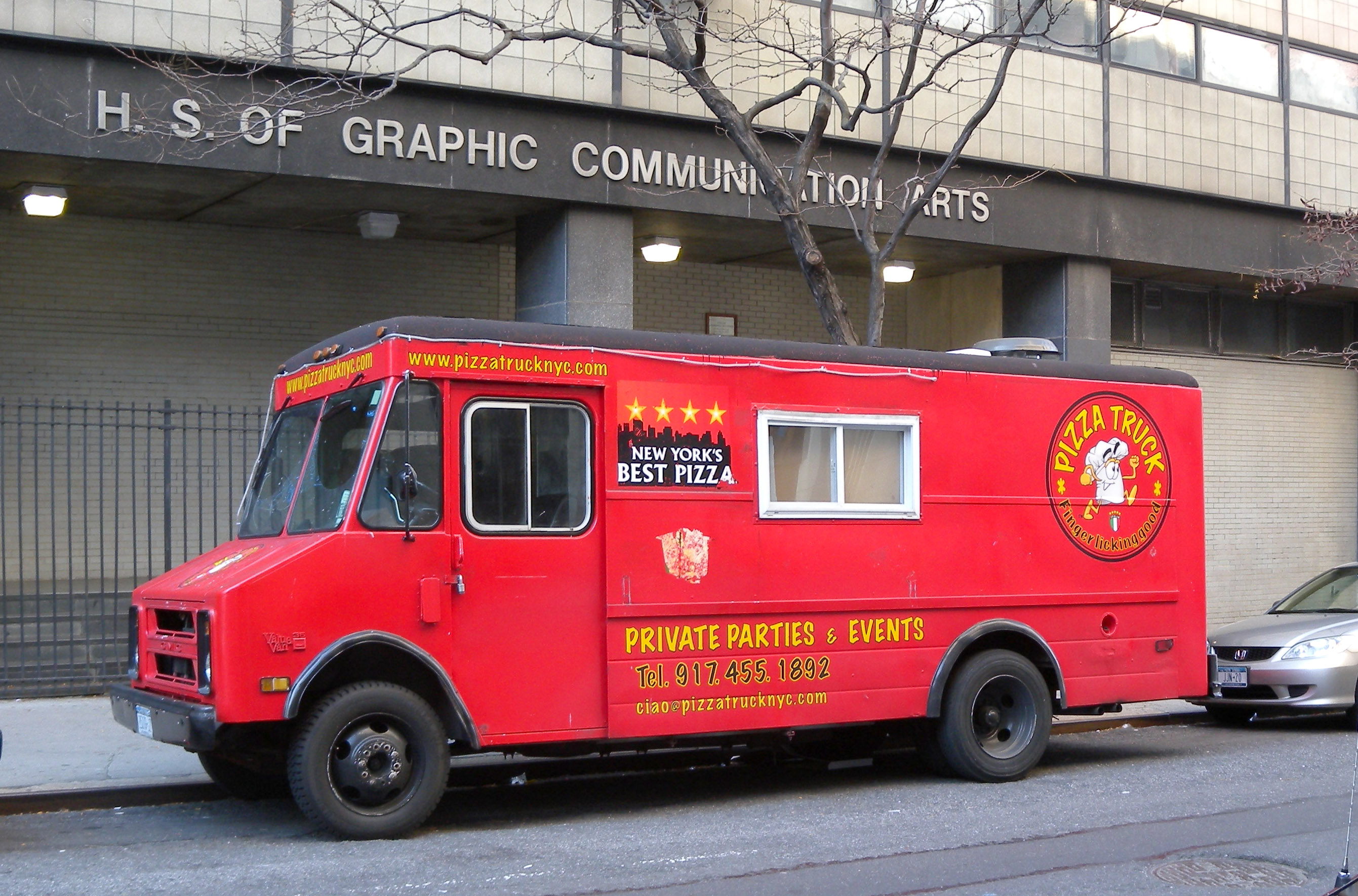
شاحنة بيتزا في ميدتاون

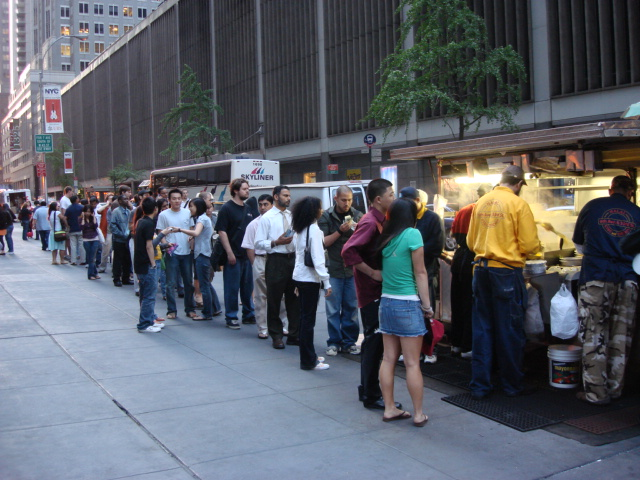
رجال الحلال

- جرايز بابايا  [لغات أخرى]‏، بابايا كينج  [لغات أخرى]‏ - أكشاك عصير البابايا/الهوت دوج مجتمعة
- كستناء مشوية[13]
- جروية / شاورما
- عربة حلال  [لغات أخرى]‏ دجاج/لحم ضأن فوق الأرز[14]
- الهمبرغر
- العسل - الفول السوداني المحمص واللوز والكاجو وجوز الهند
- أكشاك بيع الهوت دوغ
- الجليد الإيطالي  [لغات أخرى]‏
- نقانق إيطالية  [لغات أخرى]‏، السجق المشوي
- كنيشيس
- آيس كريم مستر سوفتي  [لغات أخرى]‏
- حلوى المافن
- كسارات البندق  [لغات أخرى]‏، المشروبات الكحولية غير المشروعة
- بيراجوا
- البيتزا، وخاصة البيتزا على طراز نيويورك
- عقدية ناعم[1]
- سوفلاكي / شيش كباب
- سترومبولي
- تاكو
- حساء جاهز للأكل

## مناطق تعكس المأكولات الوطنية

### برونكس
- بيدفورد بارك - مكسيكي، بورتوريكي، دومينيكي، كوري (في شارع 204).
- بلمونت - إيطالي، ألباني (يُعرف أيضًا باسم "شارع آرثر" أو "ليتل إيتالي")
- سيتي آيلاند - إيطالي، مأكولات بحرية.
- موريس بارك - إيطالي، ألباني.
- نوروود - فلبيني (أيرلندي سابقًا، وأقل شهرة اليوم).
- ريفرديل - يهودي، أيرلندي.
- جنوب برونكس - بورتوريكي، دومينيكي.
- ويكفيلد - جامايكي، من جزر الهند الغربية.
- وودلون - أيرلندي.

### كوينز
- أستوريا - يونانية، إيطالية، من أوروبا الشرقية، برازيلية، مصرية، وأخرى عربية
- بيلروز - هندية وباكستانية
- إلم هرست - صينية، إندونيسية، تايلاندية، ماليزية، فيتنامية
- فلاشينغ - صينية وكورية
- فورست هيلز، فورست هيلز، كيو جاردنز هيلز، كوينز، ريغو بارك، كوينز، ريغو بارك - يهود، روس، وأوزبكيون
- أوزون بارك، كوينز - إيطالية
- غلينديل - ألمانية وبولندية
- جاكسون هايتس - هندية، باكستانية بنغلاديشي، كولومبي، إكوادوري، بيروفي، كوري، فلبيني، تايلاندي، تبتي، بوتاني، مكسيكي
- جامايكا - بنغلاديشي، كاريبي، أمريكي من أصل أفريقي، أفريقي، كريولي
- ليتل نيك - عربي، صيني، إيطالي
- ريتشموند هيل ساوث أوزون بارك - هندي، غياني، ترينيدادي، باكستاني، بنغلاديشي
- ذا روكاوايز - أيرلندي، يهودي
- وودهافن - أيرلندي، دومينيكي، مكسيكي، غياني
- وودسايد، صنيسايد - فلبيني، أيرلندي، مكسيكي، تبتي، روماني

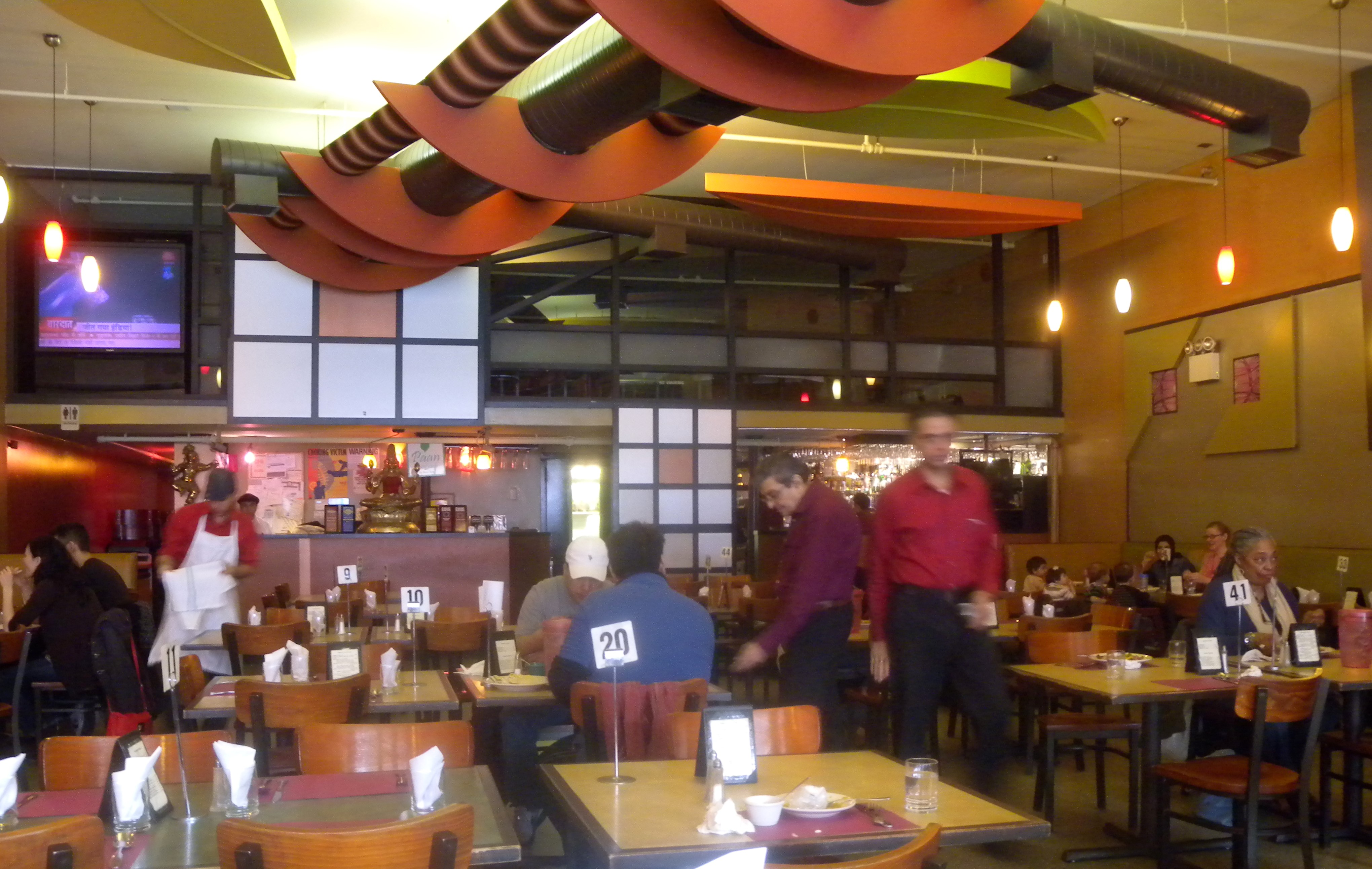
مطعم هندي في جاكسون هايتس

### بروكلين
- باي ريدج – أيرلندية، إيطالية، يونانية، تركية، لبنانية، فلسطينية، يمنية وأخرى عربية
- بيدفورد-ستويفسانت – أمريكي من أصل أفريقي، جامايكي، ترينيدادي، بورتوريكي وغرب الهند
- بينسونهرست - إيطالي، صيني، تركي، روسي، مكسيكي، أوزبكي
- بورو بارك - يهود، إيطاليون، مكسيكيون، صينيون
- برايتون بيتش - روس، جورجيون، أتراك، باكستانيون، وأوكرانيون
- بوشويك - بورتوريكيون، مكسيكيون، دومينيكيون، وإكوادوريون
- كانارسي - جامايكيون، من غرب الهند، أمريكيون من أصل أفريقي
- كارول جاردنز - إيطاليون
- كراون هايتس - جامايكيون، من غرب الهند، ويهود
- شرق نيويورك - أمريكيون من أصل أفريقي، دومينيكيون، وبورتوريكيون
- فلاتبوش - جامايكيون، هايتيون، وكريول
- جرين بوينت - بولنديون و أوكراني
- كينسينغتون - بنغالي، باكستاني، مكسيكي، أوزبكي، وبولندي
- ميدوود - يهود، إيطاليون، روس، وباكستانيون
- بارك سلوب - إيطاليون، أيرلنديون، فرنسيون، وبورتوريكيون (سابقًا)
- ريد هوك - بورتوريكيون، أمريكيون من أصل أفريقي، وإيطاليون
- شيبسد باي - مأكولات بحرية، صينية، روسية، وإيطالية
- صن ست بارك - بورتوريكيون، صينيون، عرب، مكسيكيون، وإيطاليون
- ويليامزبرغ - إيطاليون، يهود، دومينيكيون، وبورتوريكيون

### جزيرة ستاتن
- بورت ريتشموند - مكسيكي، هندي، إيطالي
- روسفيل؛ ساوث بيتش؛ جريت كيلز - إيطالي، روسي، عربي، وبولندي
- تومبكينسفيل - إيطالي، سريلانكي، باكستاني، هندي

## شركات الأغذية والمشروبات البارزة

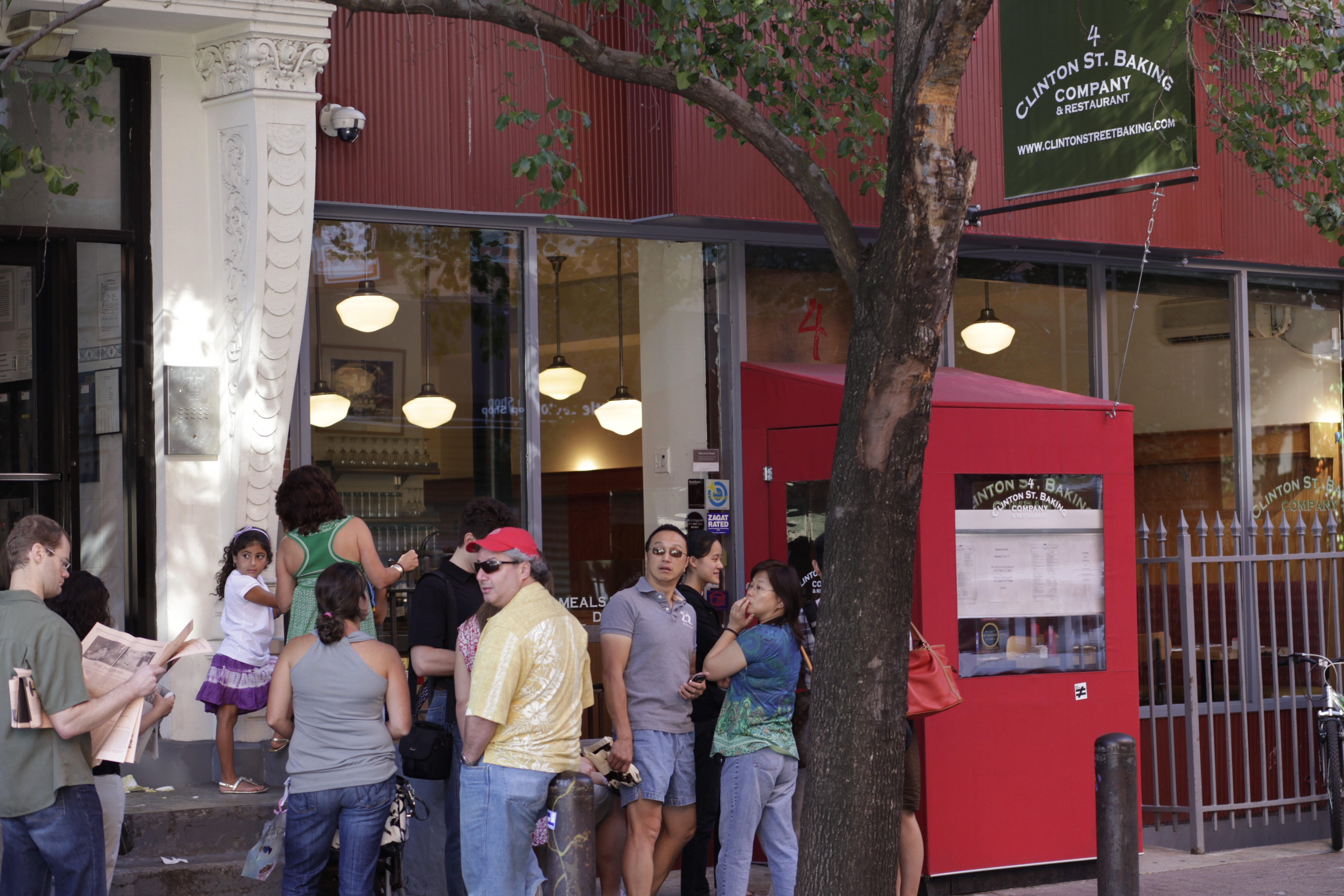
شركة ومطعم كلينتون ستريت للخبز

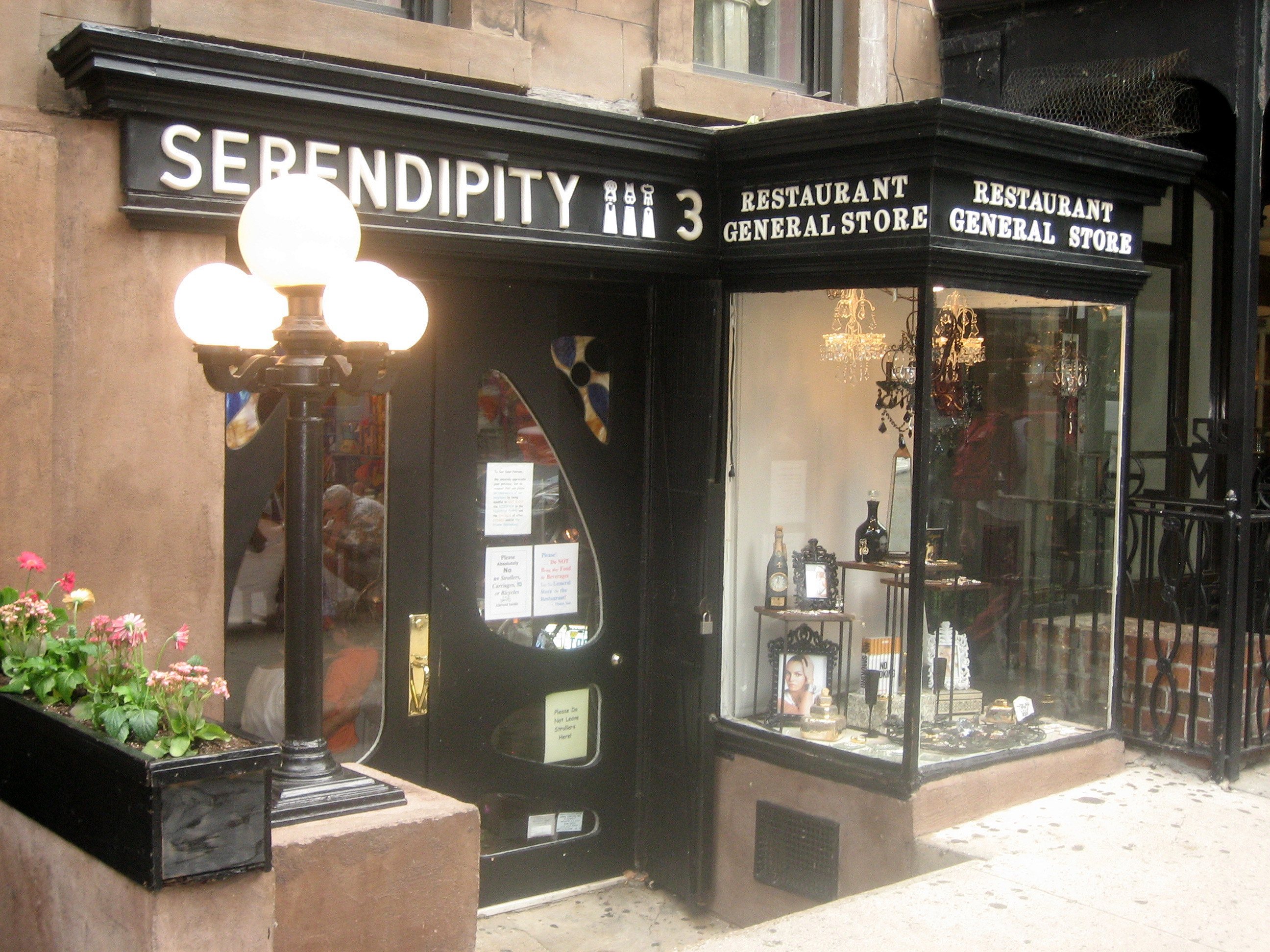
Serendipity 3 هو مطعم شهير يقع في الجانب الشرقي العلوي من مانهاتن، أسسه ستيفن بروس في عام 1954

- شركة الشاي الأطلسي والمحيط الهادئ العظيم|A&P]]

- شركة أريزونا بفيريد
- بالدوتشي
- بامونتي
- بنيهانا
- بلمبي
- شركة بورز هيد للتجهيز
- سي تاون (محلات تجارية)
- كافيه ريجيو – أول مقهى إسبريسو يقدم الكابتشينو في أمريكا
- كارنيجي ديلي
- كارفيل (امتياز)
- شركة ومطعم كلينتون ستريت للخبز
- دين وديلوكا
- دكتور براونز - مشروبات غازية
- دريك كيكس - كعكات، فطائر، معجنات
- دومينو فودز
- إنتنمانز - كعكات، فطائر، معجنات
- فيرواي ماركت
- فيرارا بيكري ومقهى - أول مقهى إيطالي في أمريكا
- فود نتورك - قناة تلفزيونية كبلية
- فوكس يو-بت
- متحف حانة فرانسيز - هنا ودّع جورج واشنطن جنوده. بعض إدارات حكومته الفيدرالية الجديدة كانت موجودة في الأصل هنا.
- مخبز ومطعم غولدن كراست الكاريبي
- مطعم غرايز بابايا - مطعم هوت دوغ يقدم دائمًا عروضًا خاصة خلال فترة الركود.
- بيتزا غريمالدي
- هاجن داز
- ذا حلال جايز
- مطعم هيبرو ناشيونال
- مطعم جونيورز - "أروع تشيز كيك في العالم"
- مطعم كاتس ديلكاتسن
- مطعم كيستي
- مطعم كي فود - سوبر ماركت
- مطعم إل آند بي سبوموني جاردنز
- مطعم ليندي
- مطعم لومباردي - أول مطعم بيتزا في أمريكا
- مطعم ناثان
- مطعم ناو آند لاتر - حلويات
- مطعم البابايا كينغ
- مطعم بيبسيكو
- بيتر لوغر ستيك هاوس
- بيتزا رايز – جدل حاد حول أيهما كان المطعم الأصلي

## قراءة إضافية
- بيكس، جيرجلي. إطعام جوثام: الاقتصاد السياسي وجغرافيا الغذاء في نيويورك، ١٧٩٠-١٨٦٠ (مطبعة جامعة برينستون، ٢٠١٦)، المجلد ١٨، ٣٤٧ صفحة.
- سييتسيما، روبرت. "عشرة أطعمة شهيرة في مدينة نيويورك، وأين تجدها" نسخة محفوظة 2015-06-09 على موقع واي باك مشين." صوت القرية. الجمعة 17 فبراير 2012.